# Kabupaten de Florès oriental
Le kabupaten de Florès oriental, en indonésien Kabupaten Flores Timur, est un kabupaten de la province des petites îles de la Sonde orientales en Indonésie.

## Géographie
Il est composé de l'extrême est de l'île de Florès et des îles d'Adonara et de Solor.

## Divisions administratives
Il est divisé en 19 kecamatans :
- Wulang Gitang
- Titehena
- Ilebura
- Tanjung Bunga
- Lewolema
- Larantuka
- Ile Mandiri
- Demon Pagong
- Solor Barat
- Solor Selatan
- Solor Timur
- Adonara Barat
- Wotanulumado
- Adonara Tengah
- Adonara Timur
- Ile Boleng
- Witihama
- Klubagolit
- Adonara

## Histoire
Le territoire de Florès oriental correspond à l'ancien royaume de Larantuka.